# Pedicularis meteororhyncha
Pedicularis meteororhyncha là loài thực vật có hoa thuộc họ Cỏ chổi. Loài này được H.L. Li mô tả khoa học đầu tiên năm 1948.